# کارمن کاررا
کارمن کاررا (به انگلیسی: Carmen Carrera) (متولد ۱۳ آوریل ۱۹۸۵) مدل و بازیگر آمریکایی است.
او یک زن ترنس است.